# Ra Paulette
Pour les articles homonymes, voir Paulette.
Ra Paulette, né en août 1940 en Indiana, est un sculpteur américain connu pour son travail à l'intérieur de grottes du Nouveau-Mexique.
Autodidacte, il a, depuis 1986, creusé une douzaine de grottes. Son style est comparé avec celui d'Antoni Gaudí.
Jeffrey Karoff (en) a réalisé un documentaire sur Ra Paulette, Cavedigger (en), qui a été nommé aux Oscars du cinéma 2014 (Oscar du meilleur court métrage documentaire).